# بوهومیل وانا
بوهومیل وانا (انگلیسی: Bohumil Váňa؛ ۱۹۲۰ – ۱۹۸۹) یک بازیکن تنیس روی میز اهل جمهوری چک بود. 
وی در مسابقات کشوری و بین‌المللی در مجموع برنده ۱۳ مدال طلا، ۱۰ مدال نقره، ۷ مدال برنز شده‌است.